# Segeltjärnen (Söderbärke socken, Dalarna)
Segeltjärnen är en sjö i Smedjebackens kommun i Dalarna och ingår i Norrströms huvudavrinningsområde. Sjön har en area på 0,125 kvadratkilometer och ligger 137,1 meter över havet. Sjön avvattnas av vattendraget Larsboån.

## Delavrinningsområde
Segeltjärnen ingår i det delavrinningsområde (666893-149294) som SMHI kallar för Inloppet i Jörken. Medelhöjden är 170 meter över havet och ytan är 3,87 kvadratkilometer. Räknas de 2 avrinningsområdena uppströms in blir den ackumulerade arean 42,16 kvadratkilometer. Larsboån som avvattnar avrinningsområdet har biflödesordning 4, vilket innebär att vattnet flödar genom totalt 4 vattendrag innan det når havet efter 244 kilometer. Avrinningsområdet består mestadels av skog (83 procent). Avrinningsområdet har 0,13 kvadratkilometer vattenytor vilket ger det en sjöprocent på 3,2 procent.